# Cristina Esteban
Cristina Alicia Esteban Calonje (nascida a 5 de novembro de 1976) é uma política espanhola que é membro do 14.º Congresso dos Deputados pelo partido Vox.
Cristina Esteban Calonje é gestora de recursos do Banco BBVA em Madrid, onde administra fundos de investimento e planos de pensão. Ela fala alemão e inglês. É casada com Antonio Vallejo-Nágera Deroulede, empresário imobiliário, e tem dois filhos.